# Troféu Mundial por Equipes de Patinação Artística no Gelo
O Troféu Mundial por Equipes de Patinação Artística no Gelo é uma competição por equipes de patinação artística no gelo organizada pela União Internacional de Patinação (em inglês:  International Skating Union). A primeira edição foi disputada em 2009.
A nova competição foi anunciada em uma coletiva de imprensa durante o Campeonato Mundial de 2008, na expectativa de incentivar os países a desenvolver melhores patinadores em todas as disciplinas. Cada país envia dois representantes para os individuais masculino e feminino e um representante para duplas e dança no gelo.

## Edições
| Ano  | Edição                  | Cidade sede             | País                    | Sênior                  | Sênior                  | Sênior                  | Sênior                  | Sênior                  | Ref                     |
| Ano  | Edição                  | Cidade sede             | País                    | M                       | F                       | P                       | D                       | E                       | Ref                     |
| ---- | ----------------------- | ----------------------- | ----------------------- | ----------------------- | ----------------------- | ----------------------- | ----------------------- | ----------------------- | ----------------------- |
| 2009 | 1.ª                     | Tóquio                  | Japão                   | –                       | –                       | –                       | –                       | •                       | [ 2 ]                   |
| 2010 | Não houve competição    | Não houve competição    | Não houve competição    | Não houve competição    | Não houve competição    | Não houve competição    | Não houve competição    | Não houve competição    | Não houve competição    |
| 2011 | Competição cancelada[1] | Competição cancelada[1] | Competição cancelada[1] | Competição cancelada[1] | Competição cancelada[1] | Competição cancelada[1] | Competição cancelada[1] | Competição cancelada[1] | Competição cancelada[1] |
| 2012 | 2.ª                     | Tóquio                  | Japão                   | –                       | –                       | –                       | –                       | •                       | [ 3 ]                   |
| 2013 | 3.ª                     | Tóquio                  | Japão                   | –                       | –                       | –                       | –                       | •                       | [ 4 ]                   |
| 2014 | Não houve competição    | Não houve competição    | Não houve competição    | Não houve competição    | Não houve competição    | Não houve competição    | Não houve competição    | Não houve competição    | Não houve competição    |
| 2015 | 4.ª                     | Tóquio                  | Japão                   | –                       | –                       | –                       | –                       | •                       | [ 5 ]                   |
| 2016 | Não houve competição    | Não houve competição    | Não houve competição    | Não houve competição    | Não houve competição    | Não houve competição    | Não houve competição    | Não houve competição    | Não houve competição    |
| 2017 | 5.ª                     | Tóquio                  | Japão                   | –                       | –                       | –                       | –                       | •                       | [ 6 ]                   |

Legenda
- –  –  –  –  Eventos disputados, porém não valem medalhas individualmente, somente por equipes

Notas
- 1 ^ Competição cancelada devido ao sismo e tsunami ocorrido na região de Sendai no dia 13 de março.[7]

## Lista de medalhistas
| Evento                 | Ouro | Prata | Bronze |
| Tóquio 2009 (detalhes) | Evan Lysacek · Jeremy Abbott · Caroline Zhang · Rachael Flatt · Caydee Denney · Jeremy Barrett · Tanith Belbin · Benjamin Agosto · Estados Unidos | Patrick Chan · Vaughn Chipeur · Joannie Rochette · Cynthia Phaneuf · Jessica Dubé · Bryce Davison · Tessa Virtue · Scott Moir · Canadá                    | Nobunari Oda · Takahiko Kozuka · Mao Asada · Miki Ando · Narumi Takahashi · Mervin Tran · Cathy Reed · Chris Reed · Japão              |
| 2010–2011              | Não houve competição | Não houve competição | Não houve competição |
| Tóquio 2012 (detalhes) | Takahiko Kozuka · Daisuke Takahashi · Kanako Murakami · Akiko Suzuki · Narumi Takahashi · Mervin Tran · Cathy Reed · Chris Reed · Japão           | Jeremy Abbott · Adam Rippon · Ashley Wagner · Gracie Gold · Caydee Denney · John Coughlin · Meryl Davis · Charlie White · Estados Unidos                  | Patrick Chan · Kevin Reynolds · Amelie Lacoste · Cynthia Phaneuf · Meagan Duhamel · Eric Radford · Tessa Virtue · Scott Moir · Canadá  |
| Tóquio 2013 (detalhes) | Max Aaron · Jeremy Abbott · Gracie Gold · Ashley Wagner · Marissa Castelli · Simon Shnapir · Madison Chock · Evan Bates · Estados Unidos          | Patrick Chan · Kevin Reynolds · Gabrielle Daleman · Kaetlyn Osmond · Meagan Duhamel · Eric Radford · Kaitlyn Weaver · Andrew Poje · Canadá                | Takahito Mura · Daisuke Takahashi · Mao Asada · Akiko Suzuki · Cathy Reed · Chris Reed · Japão                                         |
| 2014                   | Não houve competição | Não houve competição | Não houve competição |
| Tóquio 2015 (detalhes) | Max Aaron · Jason Brown · Gracie Gold · Ashley Wagner · Alexa Scimeca · Chris Knierim · Madison Chock · Evan Bates · Estados Unidos               | Maxim Kovtun · Sergei Voronov · Elena Radionova · Elizaveta Tuktamysheva · Yuko Kavaguti · Alexander Smirnov · Elena Ilinykh · Ruslan Zhiganshin · Rússia | Yuzuru Hanyu · Takahito Mura · Satoko Miyahara · Kanako Murakami · Ami Koga · Francis Boudreau-Audet · Cathy Reed · Chris Reed · Japão |
| 2016                   | Não houve competição | Não houve competição | Não houve competição |
| Tóquio 2017 (detalhes) | Yuzuru Hanyu · Shoma Uno · Wakaba Higuchi · Mai Mihara · Sumire Suto · Francis Boudreau-Audet · Kana Muramoto · Chris Reed · Japão                | Mikhail Kolyada · Maxim Kovtun · Evgenia Medvedeva · Elena Radionova · Evgenia Tarasova · Vladimir Morozov · Ekaterina Bobrova · Dmitri Soloviev · Rússia | Jason Brown · Nathan Chen · Karen Chen · Ashley Wagner · Ashley Cain · Timothy LeDuc · Madison Chock · Evan Bates · Estados Unidos     |